# بياتريس فوكس أورباخ
بياتريس فوكس أورباخ (بالإنجليزية: Beatrice Fox Auerbach)‏ هي سيدة أعمال أمريكية، ولدت في 17 يوليو 1887 في هارتفورد في الولايات المتحدة، وتوفي بنفس المكان في 29 نوفمبر 1968.